# Jin Shengtan
Jin Renrui (金人瑞), també conegut com a Jin Shengtan i Jin Kui (Suzhou, 1610 －Nanquín, 7 d'agost de 1661) fou un editor xinès, escriptor i crític literari reconegut com al campió de la literatura en xinés vernacular. Es canvià el nom a Jin Shengtan ("Shengtan" significa "sospir profund") (en xinès simplificat: 金圣叹; en xinès tradicional: 金聖歎; en pinyin: Jīn Shèngtàn) quan caigué la dinastia Ming. Admirava els llibres antics.
Segons algunes fonts nasqué el 1608 i altres el 1610 aproximadament. Nasqué com a Jin Renrui. Tenia amistat amb un altre crític literari anomenat Mao Shengshan. El 1641 revisà i comentà la novel·la Marge d'Aigua. El 1644 escriví un prefaci a cada capítol d'una edició del Romanç dels Tres Regnes. El 1656 es publicà l'obra Xixiang ji comentada per ell. Morí executat junt a altres per ser considerat traïdor i les seus propietats foren confiscades i la seua família fou exiliada a la Manxúria.